# 爱兰

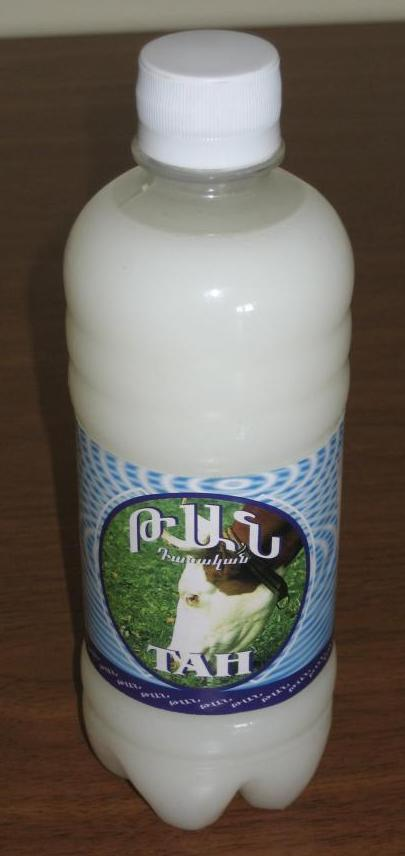
在亞美尼亞葉里溫出售的罐裝碳酸Doogh

爱兰又稱杜格酸奶（dugh； 阿拉伯語： šinīna 或 عيران ayran；亞美尼亞語：tan；庫德語：ماستاو）是一种乳白色的冷饮，它由三分之一的優格和三分之二的盐水搅拌而成。爱兰在中东和中亚（伊朗、土耳其、庫德斯坦、亞美尼亞、亞塞拜然、哈薩克、塔吉克斯坦、吉爾吉斯、阿富汗、黎巴嫩、敘利亞））以及东南欧地区（巴爾幹半島、賽普勒斯）和俄羅斯非常流行。爱兰由突厥人在1000多年前发明，11世纪的突厥语大词典就有这种饮料的记载。土耳其总统雷杰普·塔伊普·埃尔多安曾提倡将其作为酒的主要替代品。

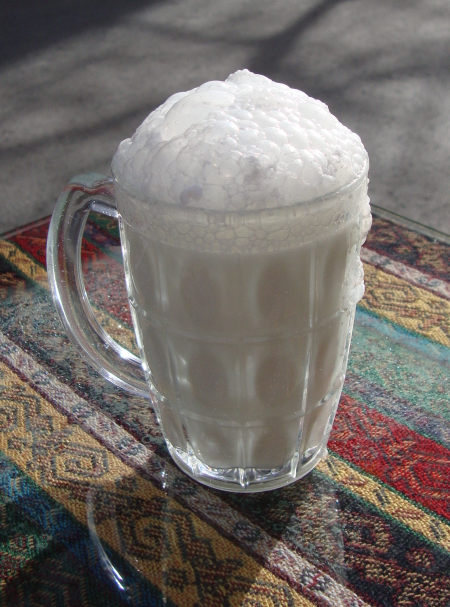
一杯爱兰饮料

## 歷史
據希林·西蒙斯所著，杜格酸奶長久以來都是古波斯（現今的伊朗一帶）的普及飲品。以及在一本1886年出版的著作中，有描述到以凝乳混合冷水，加以薄荷調味的杜格酸奶。它的名稱源自波斯語「擠奶」（dooshidan）一詞。
根據芮溫·哈利奇，杜格酸奶是傳統的突厥飲料，在公元1000年之前就被游牧的土耳其人飲用而據貝拉萊廷·科克和葉克亞·凱末爾·阿夫薩爾（穆斯塔法凱末爾大學食品工程系教授），在千年之前，古突厥首先製作出杜格酸奶，當時的人會用水稀釋有苦味的酸奶，來改善它的味道。
大約在元1000年的土耳其字典突厥語大詞典把杜格酸奶定義為「以奶製成的飲料」。

## 準備
杜格酸奶是冷食，尤其是夏季，經常用來做烤肉或米類的配菜。杜格酸奶是由酸奶和冰水混合製成，有時候會碳酸化和以薄荷調味。杜格酸奶又被稱為稀釋的酸奶和酸奶與冰水混合製成的最清爽的飲料。

## 消费和材料

### 土耳其
土耳其是世界上生产爱兰最多的国家。在土耳其，爱兰被视为一种单独的饮料。国际快餐公司在土耳其的分店中，菜单上有爱兰这种饮料。

### 奶
- 在马尔马拉海和爱琴海地区 ，爱兰通常是用牛的奶。
- 在安那托利亞的中部地区和地中海沿岸 ，它主要是由母绵羊的奶，有时是山羊的奶。
- 在黑海地区 ，它普遍是用奶牛的牛奶。